# GOES 5
El GOES 5, conegut com a GOES-E abans d'entrar en servei, va ser un satèl·lit meteorològic operat per la National Oceanic and Atmospheric Administration dels Estats Units com a part del sistema Geostationary Operational Environmental Satellite. Llançat el 1981, va ser utilitzat per a la predicció meteorològica als Estats Units.

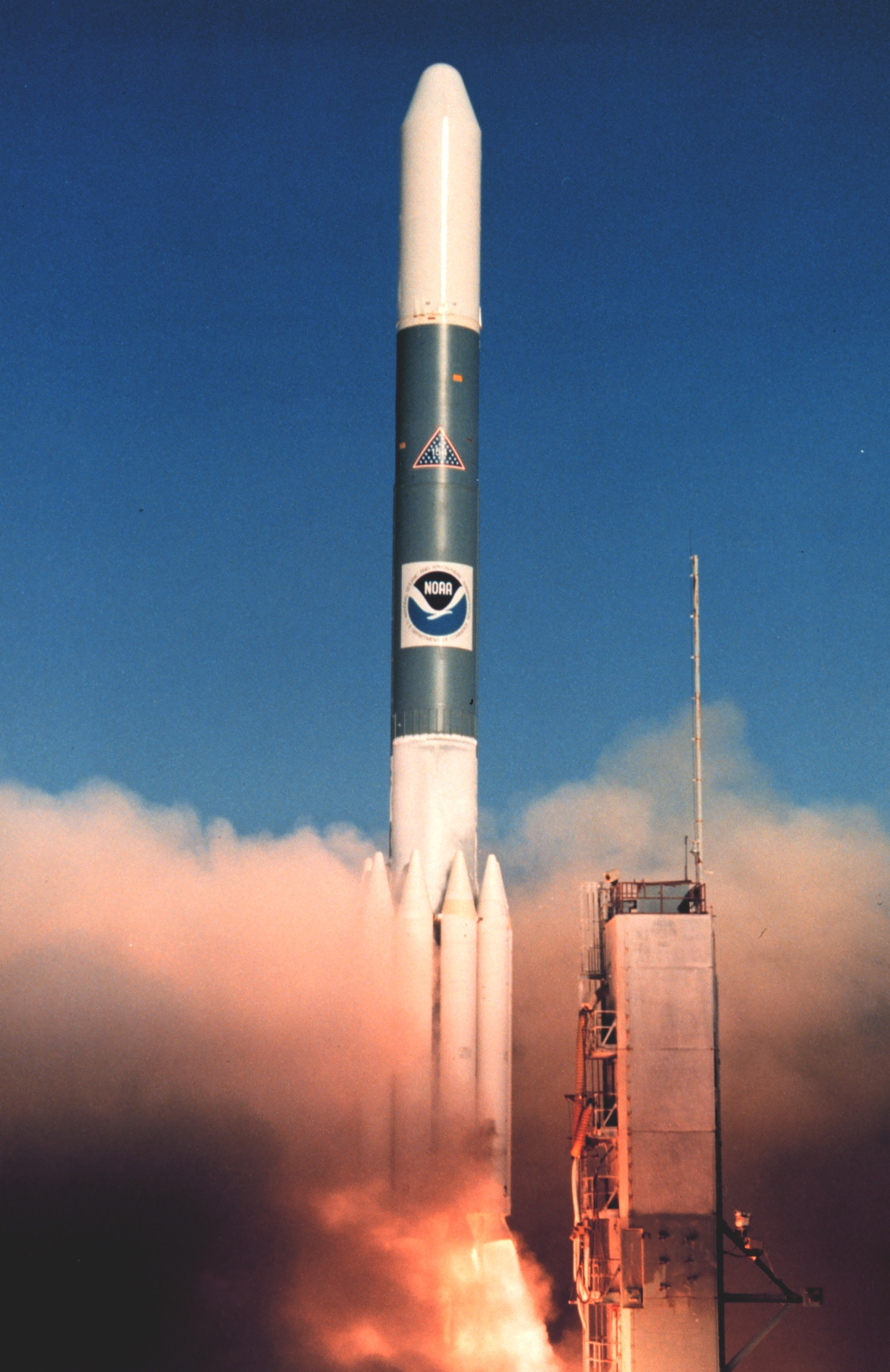
Llançament del GOES-E en un Delta 3914

El GOES 5 va ser construït per Hughes Space and Communications, i estava basat en el model de satèl·lit HS-371. En el llançament tenia una massa de 660 kg, amb una vida útil prevista de funcionament del voltant de set anys.
El GOES-E va ser llançat utilitzant un coet transportador Delta 3914 enlairant-se des de Launch Complex 17A al Cape Canaveral Air Force Station. El llançament va ser a les 22:29 GMT del 22 de maig del 1981, i va col·locar amb èxit el GOES-E en una òrbita de transferència geoestacionària, de la qual es va elevar a l'òrbita geoestacionària el 2 de juny per mitjà d'un motor d'apogeu Star-27 a bord.
Després de la seva inserció en òrbita geoestacionària, el GOES 5 va ser posicionat a una longitud 85° Oest, però a fins del 1981, es va traslladar a 75° Oest. Va romandre allí fins al 1987, quan va ser mogut a 106° Oest. En el 1988 va ser reubicat a 65° Oest, on va operar fins al 1989. L'instrument principal que portava a bord, el Visible Infrared Spin-Scan Radiometer o VISSR, va fallar en el 1984. Els satèl·lits GOES 1 i GOES 4 es van reactivar per omplir el buit en la cobertura fins que es pogués llançar un substitut. Se substitueix finalment pel GOES-H, en el 1987, el GOES-G, no va aconseguir arribar a l'òrbita. El GOES 5 va ser retirat a una òrbita cementiri el 18 de juliol de 1990.